# Rodney John Allam
Rodney John Allam, MBE, är en brittisk kemiingenjör och högsta gradens ledamot (fellow) av organisationen Institution of Chemical Engineers. Han är känd för uppfinningar inom kraftgeneringsområdet, särskilt den termodynamiska cykel som kallas allamcykeln och är en kraftgenereringsprocess för fossila bränslen med integrerad koldioxidinfångning.

## Karriär
Allam var anställd vid Air Products & Chemicals i 44 år och avancerade där till teknikutvecklingsdirektör. 2004 mottog han utmärkelsen medlem av Brittiska imperieorden (MBE) för tjänster till förmån för miljön. Han har också varit gästprofessor vid Imperial College London samt en huvudförfattare i FN:s klimatpanels rapport från 2005 om koldioxidlagring. 2007 tilldelades FN:s klimatpanel tillsammans med Al Gore Nobels fredspris.
Bland Allams insatser märks utveckling av processer och utrustning för att producera gaser och kryogener, exempelvis syre, kväve, argon, kolmonoxid, koldioxid, väte och helium. Flera av dessa gaser produceras genom separation av luft, vilket också är ett nödvändigt steg vid praktisk tillämpning av allamcykeln, där gasformiga fossila bränslen, exempelvis naturgas eller förgasat kol, förbränns med rent syre. Ett demonstrationskraftverk för allamcykeln med effekten 50 MWt är under konstruktion i Texas med förväntad driftsättning under 2017.
2012 tilldelades Allam tillsammans med de ryska forskarna Valerij Kostiuk och Boris Katorgin utmärkelsen Global Energy Prize för sitt arbete med kraftgenereringsprocesser. Allam är för närvarande (2017) ordförande i den internationella priskommittén för utmärkelsen.
För närvarande (2017) arbetar Allam för bolaget 8 Rivers Capital med att tillämpa allamcykeln kommersiellt.